# Роке, Татиана
Татиана Маринс Роке (порт. Tatiana Marins Roque; род. 24 апреля 1970, Рио-де-Жанейро) — бразильская математик и политик. Профессор Федерального университета Рио-де-Жанейро, занимается историей математики. Кандидат от Партии социализма и свободы на федеральных выборах 2018 года и Бразильской социалистической партии на федеральных выборах 2022 года.

## Биография

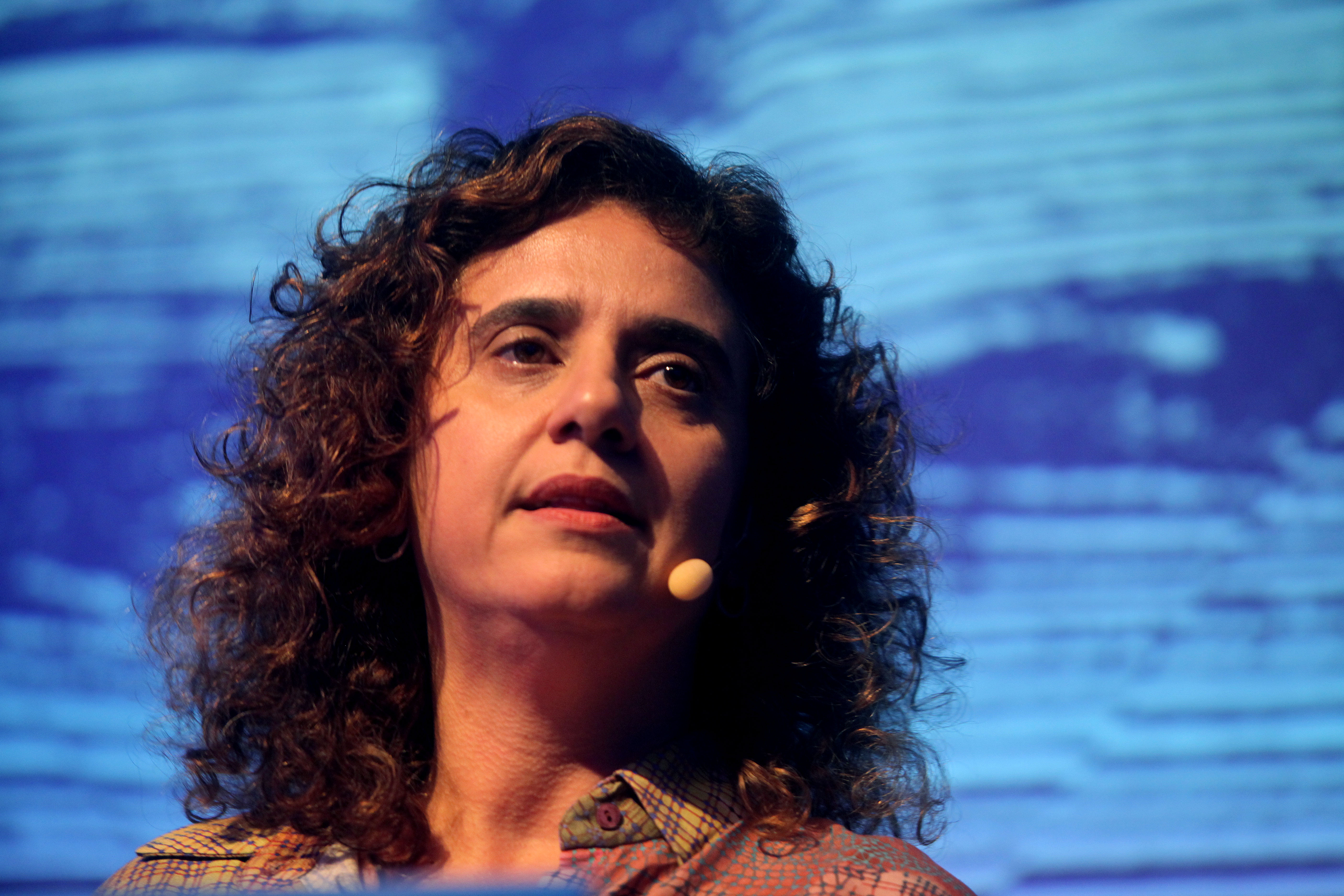
Роке на Международном конгрессе математиков в 2018 году

Получила степень бакалавра математики в 1991 году, а затем степень магистра математики в 1994 году в Федеральном университете Рио-де-Жанейро. На подготовку докторской диссертации по истории и философии математики получила в 1998—1999 годах исследовательский грант REHSEIS (UMR 7596). В 2001 году защитила диссертацию в Федеральном университете Рио-де-Жанейро (UFRJ), где затем стала профессором.
Татиана Роке преподаёт в Институте истории науки, технологий и эпистемологии (HCTE), заведует кафедрой в Институте им. Альберту Луиса Коимбры Федерального университета Рио-де-Жанейро. Она является ассоциированным членом Архивной лаборатории им. Анри Пуанкаре — философия и исследования в области науки и технологий (UMR 7117). В 2001—2007 годах была директором бразильской программы Международного философского колледжа. Область её научных интересов охватывает историографию математики, связи между историей и преподаванием математики, а также историю теорий дифференциальных уравнений и небесной механики на рубеже XIX-XX веков.
Выступила приглашённым спикером на Международном конгрессе математиков в Рио-де-Жанейро в 2018 году. Роке также является президентом секции профсоюзов учителей UFRJ (ADUFC-S.Sind) и членом редакционной коллегии журнала Histoire des mathématiques. Была координатором Форума науки и культуры в UFRJ в период с 2019 по 2022 год.

## Редакционная деятельность
Она является автором вышедшего в 2012 году учебника по преподаванию истории математики «История математики: критическое видение, побеждающее мифы и легенды» (Historia de la matemática: una visión crítica, deshaciendo mitos y leyendas), который был удостоен премии Жабути 2013 года, заняв второе место в категории «Точные науки, технологии и информационные технологии». Её же книга 2021 года «День, когда мы вернёмся с Марса» (O dia em que voltamos de Marte) вошла в число финалистов той же премии в категории «Науки» в 2022 году.
Вместе с Сарой Франческелли и Мишелем Пати была соавтором книги «Хаос и динамические системы», определяющей динамические системы, особенно в форме дифференциальных уравнений, также присутствуют конечно-разностные уравнения или уравнения в частных производных. Некоторые избранные примеры касаются метеорологии и эволюции Солнечной системы.

## Политическая деятельность

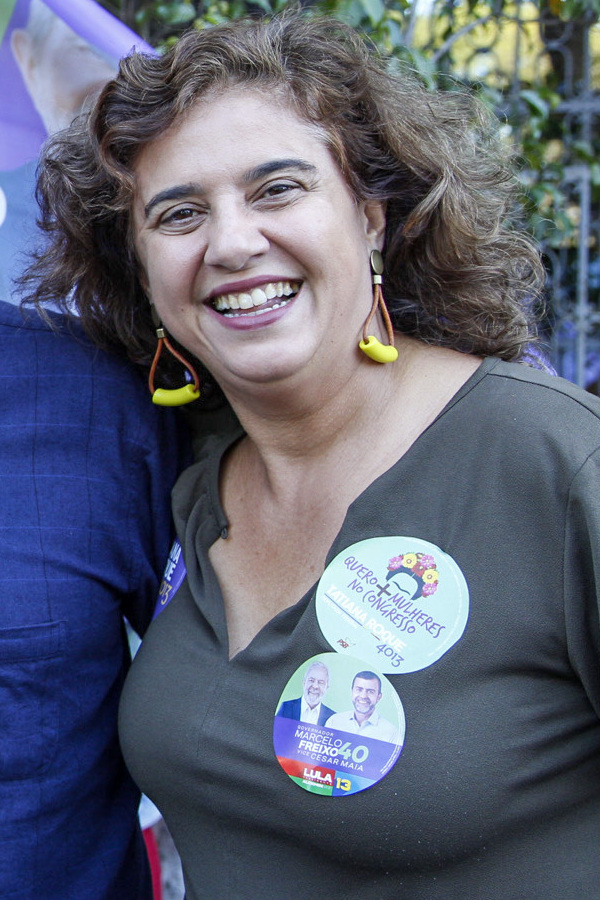
Роке во время предвыборной кампании 2022 года (её значок агитирует за Лулу и Марселу Фрейшу)

Является вице-президентом Бразильской сети базового дохода, которая выступает за внедрение гарантированного основного дохода для граждан. На парламентских выборах 2018 году выдвигалась в Палату депутатов по федеральному округу от левой Партии социализма и свободы (PSOL). Набрав 15 789 голосов, она заняла третье место и не была избрана. На всеобщих выборах 2022 года она баллотировалась на ту же должность от Бразильской социалистической партии. Она получила 30 764 голоса, но вновь не была избрана, став первым заместителем Эдуарду Бандейры ди Меллу.
В феврале 2023 года она заняла должность секретаря по науке и технологиям города Рио-де-Жанейро, назначенная мэром Эдуарду Паэсом (Социал-демократическая партия). Она занимала эту должность до апреля 2024 года, когда была уволена, чтобы баллотироваться в местные депутаты на муниципальных выборах того же года, её сменила Тереза Пайва. На местных выборах Роке была избрана в городской совет Рио-де-Жанейро от социалистической партии, набрав 16 957 голосов. Вскоре после её вступления в новую должность Паэс вновь назначил Роке муниципальным секретарём по науке и технологиям. В марте 2025 года она была избрана муниципальным председателем Бразильской социалистической партии в Рио-де-Жанейро.